# 東北考文垂 (英國國會選區)

選區在西密德蘭郡的位置

東北考文垂（英語：Coventry North East），英國國會一自治市選區，包括西密德蘭郡的考文垂東北部。設於1974年。
本區自創始以來一直支持工黨。1992年起任當區議員的鮑伯·恩斯沃斯2010年大選中以49.3%選票勝出該區連任。